# 호주검은머리따오기
호주검은머리따오기(Straw-necked ibis)는 따오기아과에 속하는 새이다. 오스트레일리아, 뉴기니섬, 인도네시아 일부 지역에서 발견된다. 성체는 목에 독특한 짚 모양의 깃털을 가지고 있다.

## 묘사
호주검은머리따오기는 몸길이가 약 59~76cm인 큰 새로, 맨 머리에 길고 아래쪽으로 굽은 검은 부리를 가지고 있다. 이 새들은 독특하고 강한 홍채를 가진 깃털을 가지고 있으며, 무관심한 빛에서는 꽤 균일한 더러운 짙은 갈색으로 보일 수 있다. 날개는 어둡고, 햇빛 아래에서는 여러 가지 색의 광택이 있다. 이 새들은 반짝이는 청흑색 등을 가지고 있으며, 금속성 보라색, 녹색 및 청동 광택이 나며 어두운 칼라를 가지고 있다. 윗목은 아랫부분과 아랫부분과 마찬가지로 흰색이며, 다리는 보통 윗부분 근처에서 빨간색이고 발 쪽으로는 짙은 회색이다. 성체는 목에 짚색 깃털을 가지고 있어 이 새의 일반적인 이름을 따서 명명되었다. 날개 길이는 약 100~120cm이고 몸무게는 일반적으로 1.1~1.5kg이다.
성별은 비슷하지만 수컷은 부리가 길고 암컷은 가슴 윗부분에 어두운 띠가 있다. 어린 개체는 색이 더 칙칙하고 부리가 짧고 곡률이 적으며 목에 짚과 같은 깃털이 없다.

## 분포 및 서식지
호주검은머리따오기는 오스트레일리아 전역에서 흔히 볼 수 있으며, 건조한 내륙을 제외한 모든 본토 주와 준주에 가끔 둥지를 틀고 있다. 이들은 동해안에서 가장 많이 서식하며 뉴질랜드, 노퍽섬, 로드하우섬에 서식한다. 이들은 인도네시아의 뉴기니섬과 가끔 태즈메이니아주 및 배스 해협의 다른 섬들에서도 덜 자주 볼 수 있다.
얕은 담수 습지, 경작된 목초지, 늪과 석호의 가장자리, 습하거나 건조한 초원 주변에서 발견된다. 이들은 건조한 지역과 바닷물 지역, 해안 갯벌을 피하는 경향이 있다. 이들은 매우 유목적이며 적절한 서식지를 찾기 위해 끊임없이 이동한다. 하늘을 배경으로 실루엣을 가진 높은 나무 가지 위에 서 있는 모습이 자주 목격된다.

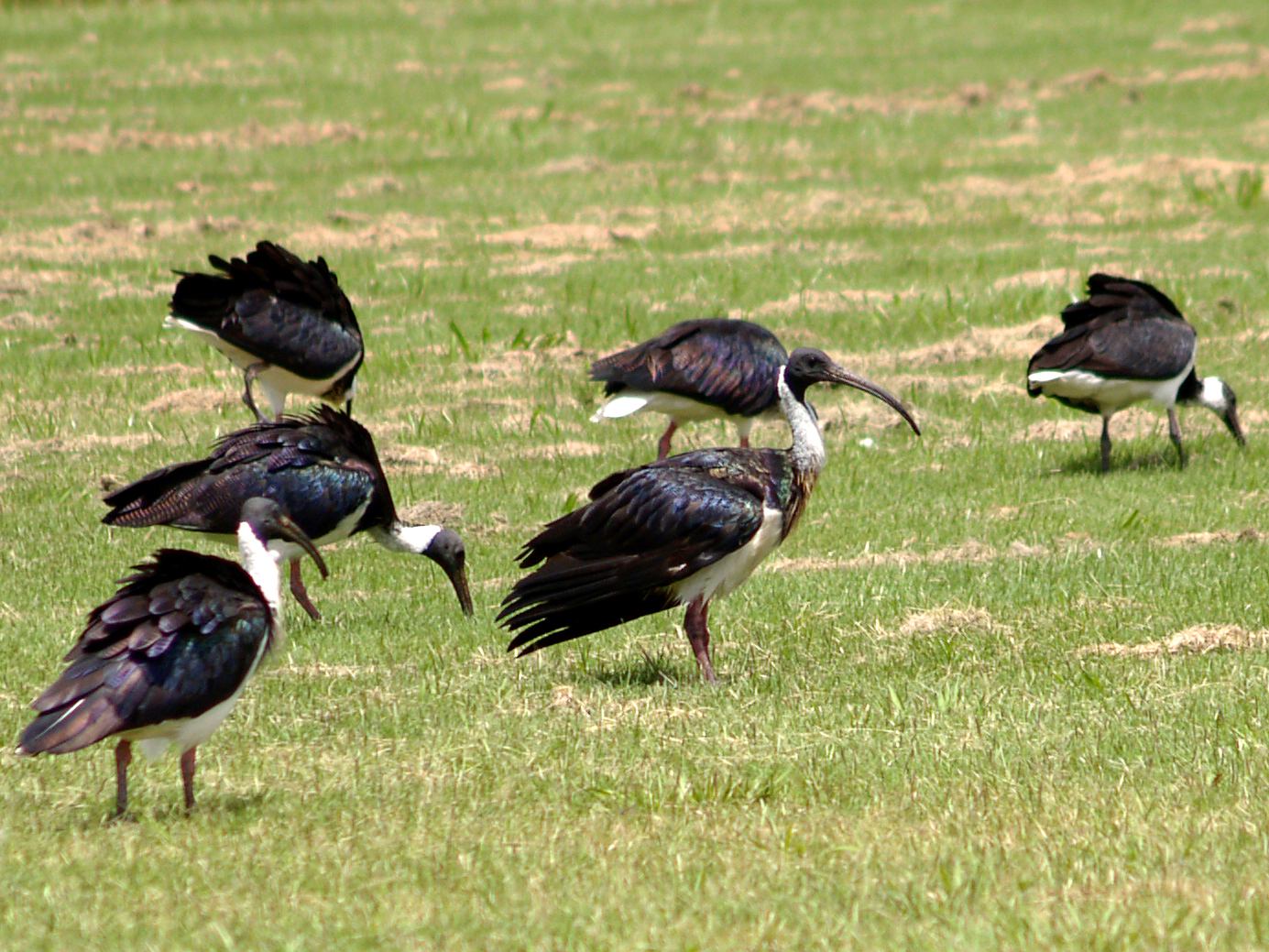
호주검은머리따오기 무리

## 행동
호주검은머리따오기는 부분적으로 이동성이 있다. 일부 새는 앉아서 생활하는 반면, 다른 새는 물 상태가 다양할 때 계절에 따라 이동하거나 불규칙하게 이동한다. 계절에 따른 이동은 남동부 및 북부 오스트레일리아, 중부의 해안 및 내륙 습지, 북동 오스트레일리아와 남부 뉴기니섬 사이의 토레스 해협 건너편에서 기록된다. 번식하지 않는 이주민은 서부 오스트레일리아에 도착하여 가을에 떠나며, 도착 날짜는 이전 봄의 강우량과 밀접한 상관관계가 있다. 이들은 일반적으로 줄을 지어 또는 V자 형태로 비행하며 장거리 이동 시 높은 고도에 도달한다.
발성은 주로 번식 집단을 중심으로 이루어지며, 울음소리는 우는 소리, 짖는 소리, 그리고 그르렁거리는 소리로 구성된다. 비행 중에는 때때로 쉰 듯한 그르렁거림을 유발할 수 있다. 그들은 최대 200마리의 새 무리를 지어 먹이를 먹으며, 흙, 진흙, 틈새, 식생 또는 얕은 물에서 탐사한다.

## 먹이
호주검은머리따오기는 주로 수생 무척추동물과 육상 무척추동물을 먹지만, 먹이는 다양할 수 있다. 얕은 물에서 호주검은머리따오기는 수생 곤충, 연체동물, 개구리, 가재, 물고기를 먹는다. 육지에서는 그래스호퍼, 귀뚜라미, 로커스트와 같은 곤충을 먹으며 번성하며, 그렇지 않으면 농작물을 먹을 수 있는 해충을 먹기 때문에 농부의 친구라고도 불린다. 또한 도마뱀과와 기타 작은 도마뱀아목, 작은 파충류와 설치류도 먹는다.
호주흰따오기와 비교했을 때, 이들은 다양한 먹이에 적응하지 못했으며, 인간 배설물을 거의 기회주의적으로 청소하지 않다. 시민 과학자들은 이들이 사탕수수두꺼비를 먹으며, 두꺼비가 방어 메커니즘인 독소를 방출할 때까지 이리저리 튕겨나가 중독되는 것을 피한 후 개울로 데려가 씻는다고 보고했다.

## 번식
번식기는 주로 물 상태의 영향을 받아 매우 변동성이 크다. 오스트레일리아 남서부에서는 보통 8월부터 12월까지 발생하며, 가끔 북쪽에서 번식하기도 하지만 매우 작은 규모로 이루어진다. 번식은 중부와 북부 지역에서 모든 달 동안 관찰되었으며, 보통 일부 지역에서는 폭우가 내린 후 1년 동안 이루어진다.
그들은 갈대, 종이껍질, 불러시 또는 물 위의 나무 사이에 막대기와 짓밟힌 식물로 이루어진 크고 거친 컵 모양의 둥지를 짓는다. 그들은 종종 호주흰따오기와 함께 군집으로 번식한다. 둥지는 해마다 사용된다. 두 부모 모두 2~5개의 알에서 약 24~25일의 부화 기간을 가지고 있다. 부모 모두 부화 후 약 35일이 지난 어린 개체에게 먹이를 주고 돌본다. 먹이는 역류를 통해 이루어지며 둥지를 떠난 후 최대 2주까지 계속된다.